# Conquistadores: Adventum
Conquistadores: Adventum es una miniserie española de televisión por suscripción emitida entre el 9 de octubre y el 27 de noviembre del 2017 por canal #0 de Movistar+. Fue coproducida entre ese canal y Global Set, y dirigida por Israel del Santo.

## Sinopsis
La serie se centra en el descubrimiento y la conquista del continente americano por parte de los españoles. Arranca en 1492 con la partida de Cristóbal Colón en su primer viaje y termina treinta años después, con el regreso de Juan Sebastián de Elcano de la primera vuelta al mundo.

## Críticas
La serie se publicitó como una "apuesta de rigor histórico" con episodios "cargados de datos". Sin embargo, la crítica la considera "a medio camino entre la ficción y el documental, ya que narra los sucesos históricos que rodearon el descubrimiento de América pero también tiene parte de ficción".
Tras el primer episodio, el crítico Manuel Morales alabó "una realización muy cuidada, con localizaciones naturales, que la hace creíble" pero lamentó el uso de la voz en off, echó en falta más acción y alertó de que "algunos detalles históricos chirrían".

## Reparto
- Eduardo San Juan: Juan Rodríguez de Fonseca
- Nacho Acero: Gonzalo Guerrero
- Paco Illescas: Pánfilo de Narváez
- Aitana Sánchez-Gijón: Isabel I de Castilla
- Paco Manzanedo: Vasco Núñez de Balboa
- Erika Sanz: Isabel de Bobadilla
- Bruno Squarcia: Américo Vespucio
- Mario de la Rosa: Juan de la Cosa
- Eduardo Ruiz: Fernando II de Aragón
- José Sisenando: Francisco Pizarro
- Miguel Díaz Espada: Hernán Cortés
- Denis Gómez: Fernando de Magallanes
- Miguel Lago Casal: Cristóbal Colón
- Roberto Bonacini: Alonso de Ojeda
- Mauro Muñiz: Juan Sebastián Elcano
- Jon Bermúdez: Luis de Mendoza
- Diego Peire: Juan de Cartagena
- Pau Carreres: Juan Ponce de León
- Aitor Legardon: Cabeza de Vaca
- Iker Legardon: Gaspar de Quesada